# Rajnino
Rajnino (bułg. Райнино) – wieś w Bułgarii, w obwodzie Razgrad, w gminie Isperich. W 2023 roku liczyła 397 mieszkańców.